# Хренков, Николай Николаевич
Никола́й Никола́евич Хренко́в (15 июля 1984, Железногорск, Красноярский край — 2 июня 2014, там же) — российский бобслеист, разгоняющий, выступавший за сборную России с 2009 года. Чемпион России, дважды серебряный призёр чемпионата Европы, заслуженный мастер спорта, член спортивного общества «Локомотив».

## Биография
Николай Хренков родился 15 июля 1984 года в Железногорске (Красноярский край). С детства полюбил лёгкую атлетику, первое время занимался десятиборьем, привлекался даже в сборную России, но больших успехов в этом виде спорта не добился. Однажды тренер Сергей Смирнов предложил ему попробовать себя в роли разгоняющего, и тот согласился: «Интересно было испытать новые ощущения. Скрывать не буду, перед первым заездом было небольшое волнение. Но это и естественно». В 2008 году начал соревноваться на профессиональном уровне, спустя год дебютировал в главной национальной команде.
В сезоне 2010/11 одержал победу на этапе Кубка мира в американском Парк-Сити, выступая в одной четвёрке с Александром Зубковым, Филиппом Егоровым и Дмитрием Труненковым. В 2011 году стал победителем чемпионата России, а также занял второе место на чемпионате Европы в немецком Винтерберге. На чемпионате мира их четвёрка после трёх попыток уверенно шла на третьем месте, но в четвёртой растеряла преимущество и вышла за черту призёров. Итоговый результат настолько удивил команду, что речь зашла даже о техническом сбое и о подаче протеста: «Очень обидно три попытки быть на третьем месте, в одном шаге от пьедестала — и стать четвёртым. Четвёртое место — это деревянная медаль, которая никому не нужна».
На Кубке мира 2011/12 россияне тем же составом выиграли первый этап, проходивший в австрийском Игльсе. На четвёртом этапе в Альтенберге, где, помимо всего прочего, разыгрывались медали чемпионата Европы, их команда в тяжёлых погодных условиях смогла подняться до второго места и завоевать тем самым награды серебряного достоинства. Хренков заболел перед началом состязаний, но всё равно вышел на старт. Через какое-то время состояние спортсмена резко ухудшилось, врачи диагностировали кишечный грипп, в связи с чем пришлось прекратить тренировки и пропустить ряд заездов. На время болезни его подменял молодой разгоняющий Максим Мокроусов, с ним команда Зубкова выступала не менее успешно, поэтому дебютанта решили оставить в составе вплоть до конца сезона, тогда как Хренкова сделали членом экипажа второго пилота сборной Александра Касьянова.
В 2013 году окончил Институт физической культуры, спорта и туризма Сибирского федерального университета. 
Помимо бобслея, Хренков являлся сотрудником железногорского «Горно-химического комбината», работал инструктором-методистом по физической культуре санатория-профилактория «Юбилейный».
2 июня 2014 года погиб в автомобильной аварии на 23-м километре трассы Красноярск — Железногорск. Лобовое столкновение автомобилей Honda Accord и ВАЗ-2110 произошло примерно в 13:15, автомобиль Хренкова Honda Accord двигался по полосе, предназначенной для движения встречного транспорта. Оба водителя погибли на месте.